# Aartsbisdom Chambéry

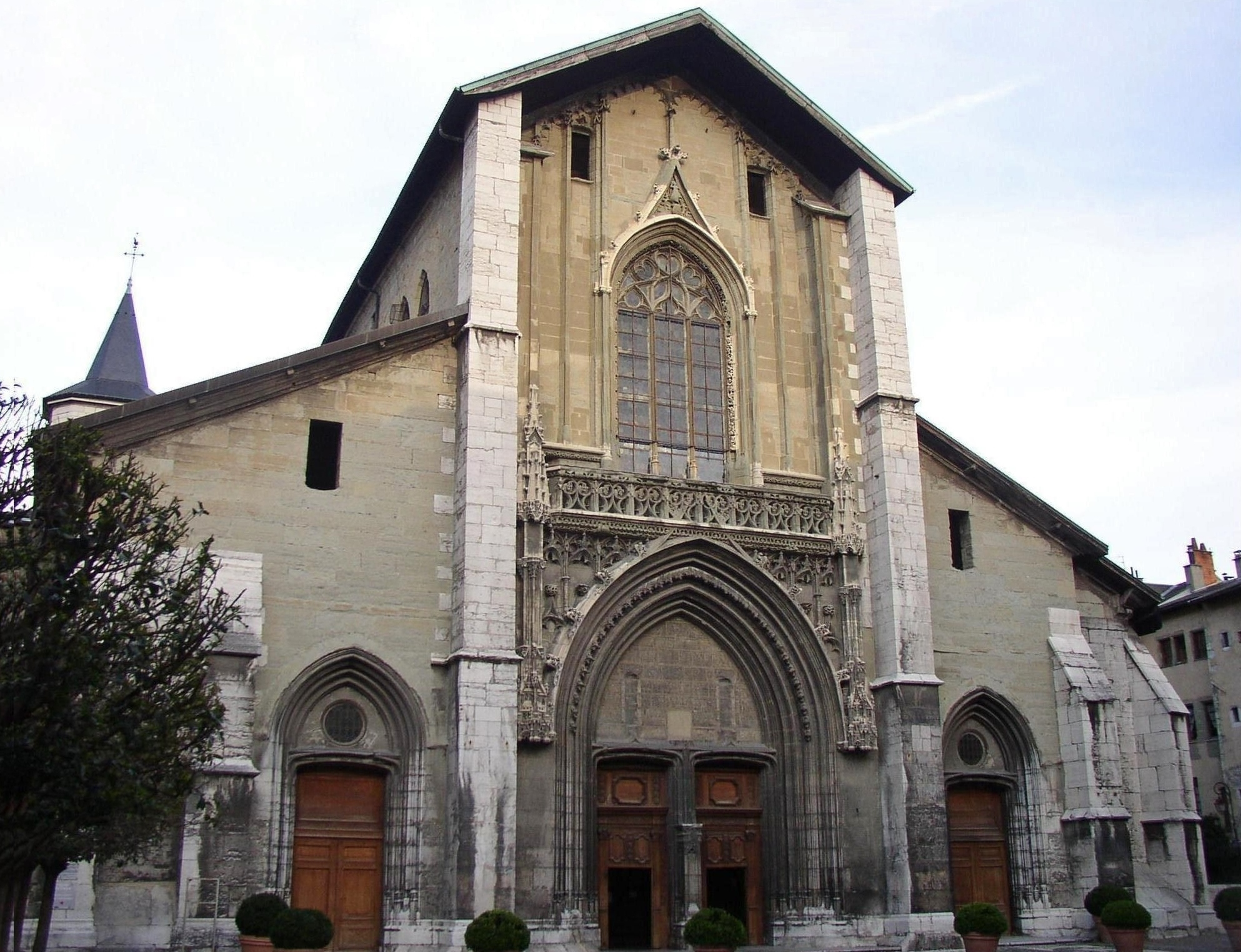
Kathedraal van St.Franciscus van Sales (Chambéry)

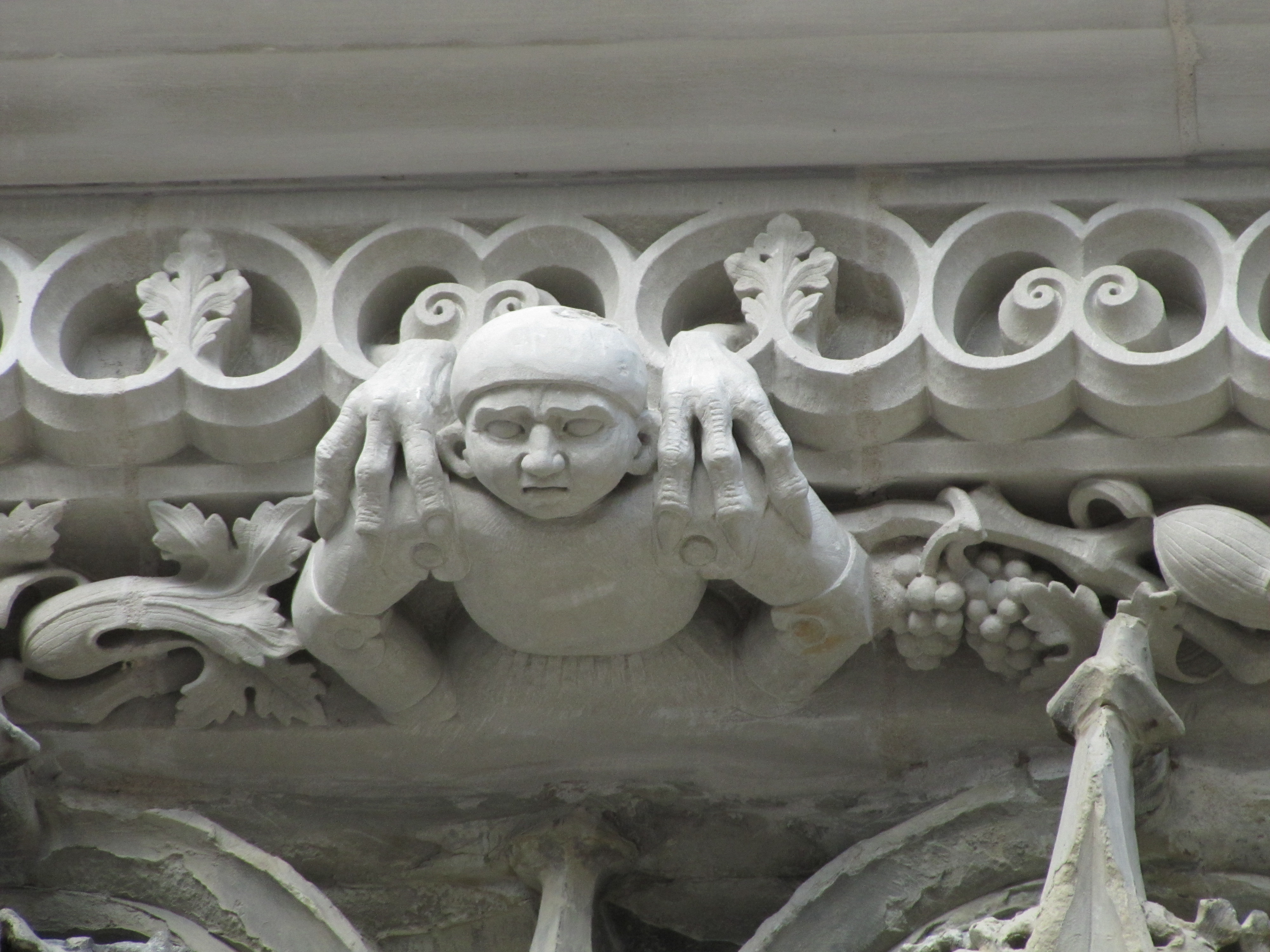
detail van de kathedraal

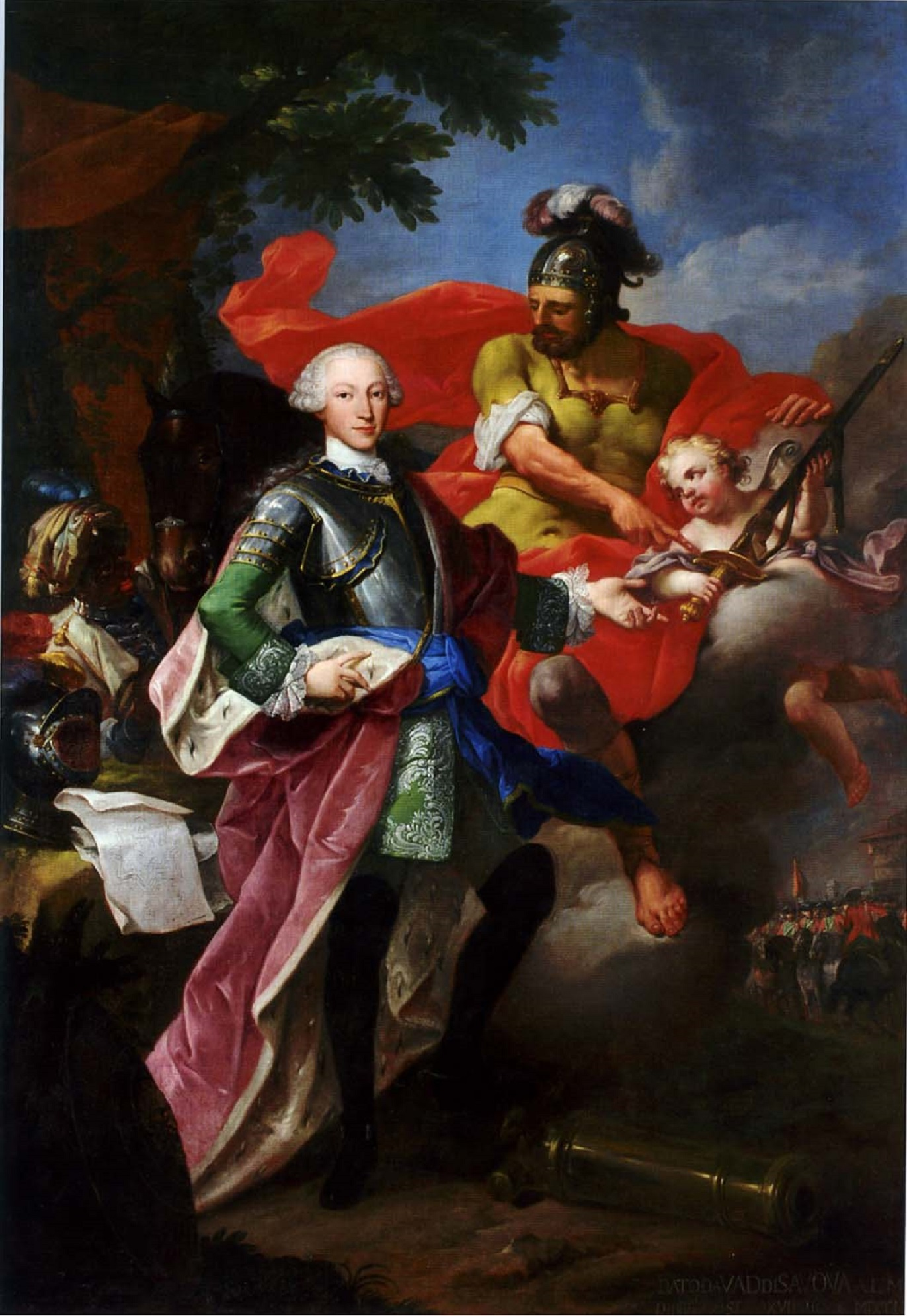
koning Victor Amadeus III van Sardinië, oprichter van het bisdom

Het Aartsbisdom Chambéry (Latijn: Archidioecesis Camberiensis, Maruianensis et Tarantasiensis; Frans: Archidiocèse de Chambéry, Saint-Jean-de-Maurienne et Tarentaise) is een rooms-katholiek aartsbisdom in Frankrijk. De volledige en drieledige naam is aartsbisdom Chambéry-Maurienne-Tarentaise, wat aangeeft dat één enkele bisschop de drie bisschopszetels tezelfdertijd bezit. Geen formele fusie dus. Het grondgebied van het (drieledige) aartsbisdom komt overeen met dat van het departement Savoie.

## Bisdom
Het bisdom Chambéry werd opgericht in 1779, als een afscheuring van het eeuwenoude bisdom Grenoble. Koning Victor Amadeus III van Piëmont-Sardinië vond het gepast dat Chambéry, de hoofdstad van het voormalige stamland Savoye en van zijn vorstenhuis, een bisschop kreeg onder zijn gezag. Voor 1779 werd Chambéry kerkelijk bestuurd vanuit Grenoble, in het buurland Frankrijk. Bovendien hadden de hertogen van Savoye hun hoofdstad verlegd van Chambéry naar het veiliger Turijn, omwille van herhaalde Franse invallen in het hertogdom. Thans werd aan de ex-hoofdstad iets teruggegeven vanuit Turijn.

## Bisschopszetel
De bisschopszetel is de stad Chambéry. Eind 18e eeuw werd de kloosterkerk van Sint-Franciscus van Sales omgevormd tot kathedraal van Chambéry. Na de Franse revolutie werd Savoye bezet door de Fransen en werd het een deel van het Franse departement Mont-Blanc. Met het concordaat van 1801 besliste Napoleon Bonaparte dat het bisdom Chambéry tevens het grondgebied kreeg van de afgeschafte bisdommen Maurienne en Tarentaise.

## Aartsbisdom
Na het congres van Wenen behoorde het bisdom Chambéry terug tot het koninkrijk Piedmont-Sardinië. In 1817 werd het bisdom verheven tot aartsbisdom Chambéry. Het verloor het grondgebied van de bisdommen Tarentaise, Maurienne en Annecy (1822). In 1860 kwam het aartsbisdom, alsook het gehele gebied van de Savoye, definitief tot Frankrijk. In 1966 besliste paus Paulus VI dat de drie bisdommen Chambéry, Maurienne en Tarentaise een personele unie vormden. Door de laatste kerkhervorming van paus Johannes-Paulus II in Frankrijk (2002) behoort het aartsbisdom Chambéry tot de kerkprovincie van Lyon. Met andere woorden, de aartsbisschop van Chambéry is geen hoofd meer van zijn kerkprovincie, maar is suffragaanbisschop van de aartsbisschop van Lyon.

## Enkele aartsbisschoppen
- bisschop en eerste aartsbisschop Dessolle, 19e eeuw
- kardinaal Billiet, 19e eeuw
- kardinaal Dubillard, 20e eeuw
- aartsbisschop Ulrich, 21e eeuw